# Josef Anton Fässler (Politiker, 1893)
Josef Anton Fässler (* 9. April 1893 in Dornbirn; † 20. März 1970 ebenda) war ein österreichischer Politiker, Schlosser und Postbeamter. Er war von 1934 bis 1938 Abgeordneter zum Vorarlberger Landtag für die Christlichsoziale Partei. 

## Ausbildung und Beruf
Fässler besuchte zwischen 1899 und 1906 die Volksschule II in Dornbirn und wechselte danach zwischen den Jahren 1908 bis 1911 an die gewerbliche Fortbildungsschule in Dornbirn. Nach dem Ende seines Schulbesuchs erlernte er den Beruf des Handstickers und absolvierte danach von 1907 bis 1914 eine Lehre als Metalldreher. Er war in der Folge als Gehilfe bei den Rüsch-Werken in Dornbirn beschäftigt und diente im Ersten Weltkrieg, wobei er die Jahre zwischen 1915 und 1918 in russischer Kriegsgefangenschaft verbringen musste. Nach seiner Rückkehr aus dem Krieg arbeitete Fässler zwischen 1919 und 1934 sowie im Jahr 1938 als Eisendreher sowie als Motorwagenführer und Schaffner bei der Elektrischen Bahn Dornbirn-Lustenau. Zuletzt arbeitete er von 1938 bis 1956 als Leiter der Postautodienststelle Dornbirn, wobei er zwischen 1948 und 1949 die Verkehrsdienstprüfung in Innsbruck ablegte. 

## Politik und Funktionen
Fässler war Mitglied der Christlichsozialen Partei und wurde 1910 auch Mitglied des christlichen Gehilfenbundes. Er gehörte zudem zu den Gründern der christlichen Metallarbeitergewerkschaft und fungierte als deren Obmann. Des Weiteren engagierte er sich als Mitglied beim katholischen Arbeiterverein, war Mitbegründer und erster Obmann des Arbeiter- und Angestelltenbundes und Mitglied der Bundesleitung der Gewerkschaft der Arbeiter und Angestellten. Des Weiteren war er in der Gewerkschaft als Obmann der Gewerkschaft der christlichen Straßenbahner sowie der der Post- und Telegraphenbediensteten aktiv, war Obmann der Vorarlberger Gebietskrankenkasse und Obmann der Gemeinnützigen Siedlungsgenossenschaft r.G.m.b.H. Dornbirn. Zudem wirkte er als Mitglied und Ausschussmitglied des Dornbirner Verkehrsvereins, war Obmannstellvertreter im Dornbirner Turnerbundes und Verwaltungskommissionsmitglied der Kammer für Arbeiter und Angestellte.
Lokalpolitisch wirkte er von 1929 bis 1934 als Mitglied der Stadtvertretung von Dornbirn, danach war er von 1934 bis 1938 sowie nach dem Zweiten Weltkrieg von 1945 bis 1947 Stadtrat in Dornbirn. Er wurde zudem 1934 als Standesvertreter des Gewerbes vom Vorarlberger Landeshauptmann zum Mitglied des Ständischen Landtags berufen und gehörte in der Folge vom 14. November 1934 bis zum Anschluss Österreichs am 12. März 1938 dem Landtag an.

## Privates
Josef Anton Fässler wurde als Sohn des Dornbirner Fuhrmanns Josef Andre Fässler (1860–1903) und dessen in Wolfurt geborenen Gattin Anna Kalb (1858–1918) geboren. Er heiratete 1919 in Dornbirn Amalie King (1894–1977) und wurde zwischen 1920 und 1938 Vater von sechs Töchtern.

## Auszeichnungen
- Goldenes Ehrenabzeichen des ÖAAB
- Kriegserinnerungsmedaille „Goldene Schwerter“